# HMS Association (1697)
Lo HMS Association era un vascello di secondo rango da 90 cannoni in servizio nella Royal Navy tra il 1667 e il 1707.

## Storia

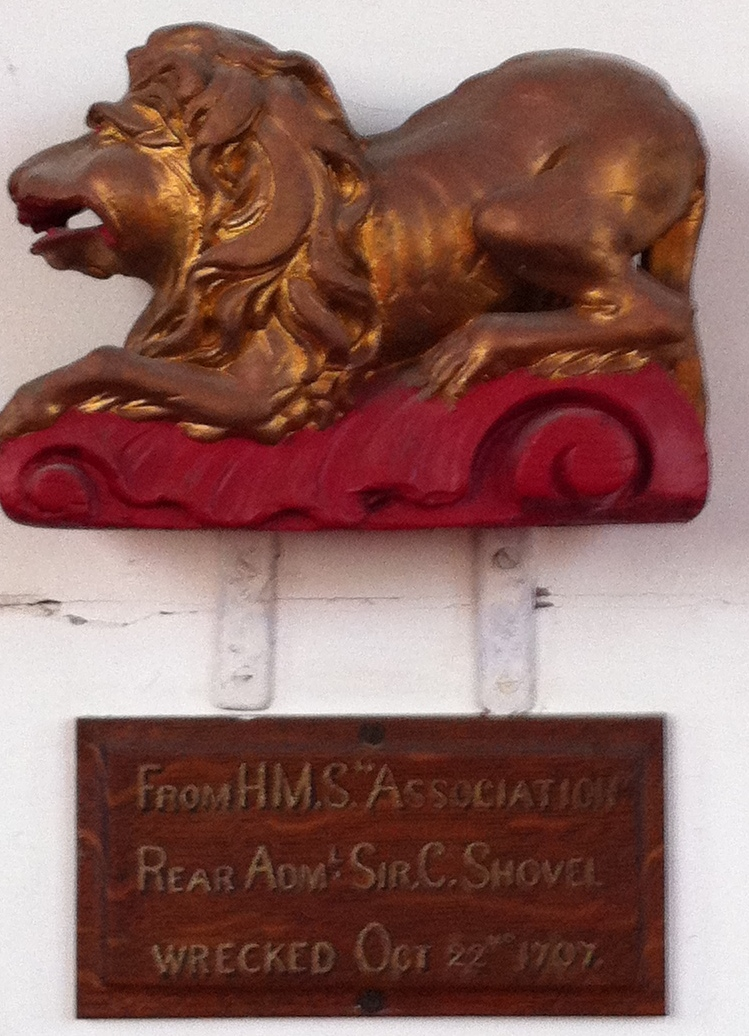
Frammento proveniente dalla HMS Association.

La costruzione del vascello di primo rango da 90 cannoni Association  fu ordinata al cantiere navale di Portsmouth il 20 dicembre 1694, su progetto di William Bagwell.  La nave fu costruita sotto la direzione dello stesso Bagwell, venne varata il 1 gennaio 1697. Il vascello risultava avere un dislocamento di 1 459 t bm, una lunghezza di 50,29 m al ponte di batteria, una larghezza di 13,73 m e un pescaggio di 5,49 m. L'armamento era composto da 26 cannoni da 32 libbre sul ponte inferiore, 28 cannoni da 18 libbre sul ponte centrale, 28 cannoni Saker sul ponte superiore, 12 cannoni Saker sul cassero, 4 cannoni Saker sul castello di prua. L'equipaggio era formato da 580 uomini. Lo Association entrò in servizio nel 1697 al comando del captain Francis Wyvell, sostituito poi da John Leake (13-19 gennaio 1701) e Sir Robert Robinson (23 gennaio 1701-31 maggio 1702).
Il 2 marzo 1702 alzò la sua insegna sullo Association il viceammiraglio Stafford Fairborne, e il 16 giugno dello stesso anno il vascello salpò in direzione di Cadice. Il 26 giugno il comando del vascello fu assunto da William Bokenham, e il 12 agosto la flotta inglese ancorò nella baia dei Tori, a 6 miglia da Vigo. Il 12 ottobre la flotta anglo-francese attaccò le navi spagnole all'ancora nella baia di Vigo, riportando un vittoria e catturando un grande bottino.
Il 24 luglio 1703, al comando del captain Basil Beaumont, lo Association arrivò a Lisbona, e il 22 settembre si trovava al largo di Altea da dove salpò subito per raggiungere l'Inghilterra. L'Association sopravvisse alla Grande Tempesta del 1703, durante la quale era ancorata al largo di Harwich. Il suo sartiame fu tagliato per evitare che affondasse sul banco di sabbia "Galloper" e fu trascinata a Göteborg, in Svezia. prima di poter fare ritorno in Inghilterra. 
Il 21 luglio 1704 fu presente alla presa di Gibilterra. Nel 1705 alzò la sua insegna sul vascello, al comando del captain Samuel Whitaker, il contrammiraglio del rosso Sir Thomas Dilkes. L'8 maggio 1705 la nave salpò da Portsmouth come parte della scorta di un convoglio, insieme all'Hazardous, al Lennox e al Monmouth. Nel settembre 1705 alzò la sua insegna sullo Association l'ammiraglio di flotta Sir Cloudesley Shovell, e il 22 agosto 1706 il comando del vascello fu assunto dal captain Edmund Loades. Tra il 29 luglio e il 21 agosto 1707 il vascello prese parte all'Assedio di Tolone.
Nell'ottobre 1707 la flotta tornava dal Mediterraneo in Inghilterra dopo la campagna di Tolone. Le 21 navi dello squadrone entrarono nella foce della Manica la notte del 22 ottobre.  La Association colpì l'Outer Gilstone Rock al largo delle isole Scilly alle 20:00 del 22 ottobre (2 novembre, secondo il calendario gregoriano) 1707. Il vascello, secondo i marinai che osservavano dalla Saint George,  affondò in tre o quattro minuti, senza che nessuno degli 800 uomini a bordo si salvasse. Il corpo di Shovell, quello di entrambi i suoi figliastri, Sir John Narborough, I baronetto, e James Narborough, del capitano del vascello dello Association Edmund Loades, e del giovane Henry Trelawny (1692–1707), secondo figlio del vescovo di Winchester, furono tutti ritrovati a Porthellick Cove a St Mary's, a circa 7 miglia (11 km) dal punto in cui la sua nave naufragò.
Altre tre navi,la Eagle, la Romney, la Firebrand affondarono quel giorno, con la perdita di quasi 2.000 marinai; fu uno dei più grandi disastri navali delle Scilly nella storia della marina britannica. La causa del disastro è stata spesso rappresentata come l'incapacità dei navigatori di calcolare accuratamente la loro longitudine, sebbene non sia nota alcuna discussione pubblica degli eventi che sollevasse specificamente la questione della longitudine, prima di un opuscolo pubblicato alla vigilia del voto del Parlamento sul Longitude Act, sette anni dopo.
Vi è un memoriale che raffigura l'affondamento dello Association nella chiesa della casa dei Narborough a Knowlton vicino a Dover.

## La scoperta del relitto

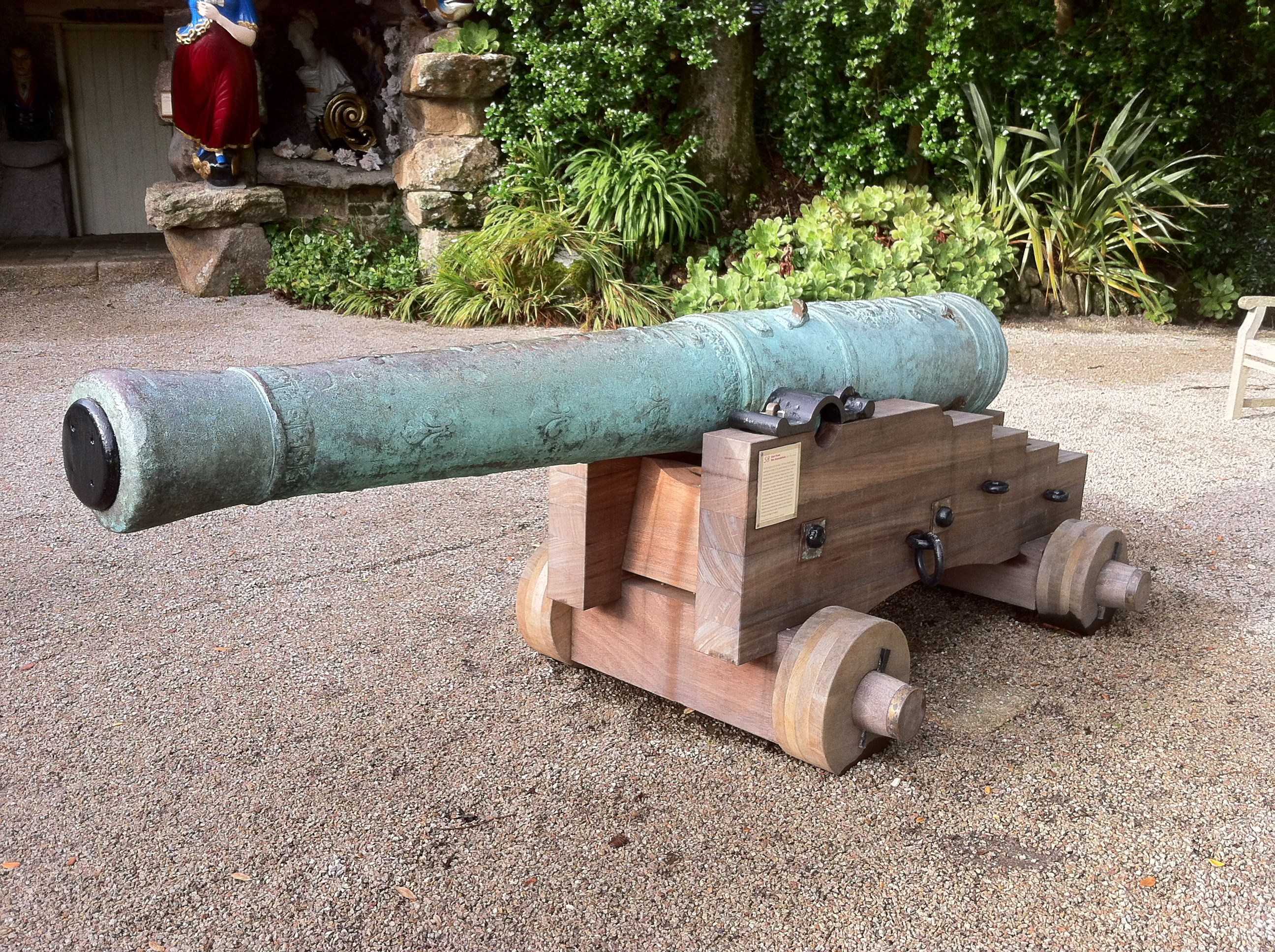
Questo cannone francese in bronzo da 18 libbre, probabilmente un trofeo dell'assedio di Tolone (1707), è stato recuperato dal sito dell'Associazione nel 1970. La decorazione principale mostra le armi di Francia e Navarra circondate dai collari degli ordini di San Michele e dello Spirito Santo, sormontati da una corona. L'affusto del cannone è moderno. Si trova nel Valhalla Museum nei giardini dell'abbazia di Tresco, Isole Scilly.

Nel giugno del 1967, il dragamine Puttenham (M2784) , equipaggiato con dodici sommozzatori al comando del tenente di vascello Roy Graham, salpò per le Isole Scilly e gettò l'ancora al largo di Gilstone Ledge, appena a sud-est di Bishop Rock e vicino alle Western Rocks. L'anno prima, Graham e altri specialisti del Naval Air Command Sub Aqua Club si erano immersi in questa zona in un primo tentativo di trovare l'Association. Ricordò alcuni anni dopo: "Il tempo era così brutto, tutto ciò che ottenemmo fu la vista di una macchia di alghe, foche e acqua bianca mentre venivamo spazzati via dalla Gilstone Reef , fortunatamente dall'altra parte". Al loro secondo tentativo nell'estate del 1967, utilizzando il dragamine e supportati dal Royal Navy Auxiliary Service, Graham e i suoi uomini riuscirono finalmente a localizzare i resti del vascello sulla Gilstone Ledge. Parti del relitto si trovano a 30 piedi, mentre altre si trovano tra i 90 e i 120 piedi di profondità, mentre il fondale marino si allontana dalla barriera corallina. I subacquei scoprirono per primi un cannone e, alla terza immersione, monete d'argento e d'oro furono individuate sotto quel cannone. Il Ministero della Difesa inizialmente soppresse la notizia della scoperta per paura di attirare cacciatori di tesori, ma la notizia si diffuse presto e suscitò un enorme interesse nazionale. Più di 2.000 monete, per lo più risalenti al regno di Guglielmo III, e altri manufatti furono infine recuperati dal sito del relitto e messi all'asta da Sotheby's il 14 luglio 1969. Il ritrovamento dello Association e il ritrovamento di così tanti manufatti storici nel suo relitto portarono anche a una maggiore legislazione governativa, in particolare il Protection of Wrecks Act del 1973, approvato nel tentativo di preservare i siti di relitti storici britannici come parte del patrimonio marittimo.
Nel 2017 la Cornwall and Isles of Scilly Maritime Archaeology Society (CISMAS) ha intrapreso un'indagine sul sito del relitto. È stata prodotta una planimetria 3D del sito per Historic England insieme a foto che mostrano le difficili condizioni di immersione.

### Nei media
Nel romanzo di Robert Goddard Name to a Face, un elemento centrale della trama è il recupero di un anello indossato dall'ammiraglio Shovell al momento dell'affondamento dello Association.

### Annotazioni
1. ↑  I due figli di Narborough avevano rispettivamente 22 e 23 anni.
2. ↑  Uno dei reperti più significativi rinvenuti nel sito del relitto fu una targa d'argento con lo stemma dell'ammiraglio.

### Fonti
1. 1 2 3 4 5 6 7 8 9 10 11 12 13 14 15 16 17  Tree Decks.
2. 1 2  Lavery 2003, p. 164.
3. 1 2 3 4 5 6 7 8 9  Association.
4. ↑  Sobel 1998, p. 6.
5. ↑  Sobel 1998, p. 11-16.
6. 1 2  Farrell 2008, p. 205-207.
7. ↑  Wrecksite.
8. 1 2  Association Treasure.